# Layrisse
Layrisse é uma comuna francesa na região administrativa de Occitânia, no departamento dos Altos Pirenéus. Estende-se por uma área de 3,33 km². Em 2010 a comuna tinha 201 habitantes (densidade: 60,4 hab./km²).